# Langdon Place
Langdon Place – miasto w Stanach Zjednoczonych, w stanie Kentucky, w hrabstwie Jefferson.